# Тімірязєвська сільська рада (Мамонтовський район)
Тіміря́зєвська сільська рада (рос. Тимирязевский сельский совет) — сільське поселення у складі Мамонтовського району Алтайського краю Росії.
Адміністративний центр та єдиний населений пункт — селище Первомайський.

## Населення
Населення — 650 осіб (2019; 734 в 2010, 840 у 2002).